# USS Vermont (SSN-792)
El USS Vermont (SSN-792) es un submarino nuclear de ataque de la clase Virginia Bloque IV de la Armada de los Estados Unidos. El entonces Secretario de Marina, Ray Mabus, anunció su nombre el 18 de septiembre de 2014.
El Vermont formó parte de un contrato de construcción, por un valor de 17.600 millones de dólares, adjudicado a General Dynamics Electric Boat para construir diez submarinos clase Virginia, los primeros del tipo Bloque IV.
El 20 de octubre de 2018, el Vermont fue bautizado con una botella de vino espumoso de manzana de Vermont durante una ceremonia celebrada en las instalaciones de Electric Boat en Groton, Connecticut. Fue entregado a la Armada el 17 de abril de 2020 y comisionado el 18 de abril de 2020.

## Historial operativo
En diciembre de 2020, el Vermont navegó a Brasil para asistir al lanzamiento del submarino de la Marina brasileña Humaitá y realizar un ejercicio con el submarino Tupi.